# Tony Menezes
Anthony Santos Menezes, conhecido popularmente como Tony Menezes, Tony Canadense ou apenas Menezes (Mississauga, 24 de novembro de 1974) é um ex-futebolista canadense que atuava como zagueiro. Com passagem pelo futebol brasileiro, Tony chegou à Seleção Canadense de Futebol.

## Carreira
Tony nasceu no Canadá, mas, aos 11 anos foi morar no Brasil, após seus pais decidirem retornar, onde, foram para Realengo, no Rio de Janeiro. 
Aos 13 anos, quando se mudou para Campo Grande, no Rio de Janeiro, jogou no Mirim do Campo Grande, onde já se destacava pela sua habilidade e ficou até seus 17 anos pela categoria Juniores. 
Na época, jogando como lateral esquerdo / zagueiro, se destacou como Vice Artilheiro do Campeonato Carioca Juniores, atrás apenas de Jardel.
Começou a carreira profissional aos 22 anos, no América, passando ainda por Bangu e CRB até chegar ao Botafogo, de onde se transferiu para o futebol chinês em 2002, representando Gansu Nongken, Nanjing Yoyo e Zhejiang Lücheng.
Após um ano fora dos gramados, Tony retornou ao Canadá em 2006, para defender o Toronto Lynx. No mesmo ano, voltou a jogar no Brasil, escolhendo a Ulbra (atual Canoas Sport Club) como sua nova agremiação. Ainda jogaria pelo Mahindra United antes de retornar novamente ao Brasil, desta vez para atuar pelo Porto Alegre. Sem contrato com o clube gaúcho, Tony aposentou-se em 2010.

## Seleção
A estreia de Tony na Seleção Canadense foi em 1998, contra a Macedônia. Até 2003, foram 27 partidas e nenhum gol marcado com a camisa dos Canucks. Esteve presente na Copa das Confederações de 2001 e em duas Copas Ouro, em 2000 (vencida pelos Canucks) e 2002. Paralelamente com a carreira na seleção de gutebol, Tony atuaria também na Seleção Canadense de Beach-Soccer, onde jogou até 2008.

## Títulos
Canadá
- Copa Ouro da CONCACAF: 1 (2000)

Mahindra United
- IFA Shield: 1 (2006)

Porto Alegre
- Segunda Divisão Gaúcha: 1 (2009)